# هاحالوتس

شعار هاحالوتس

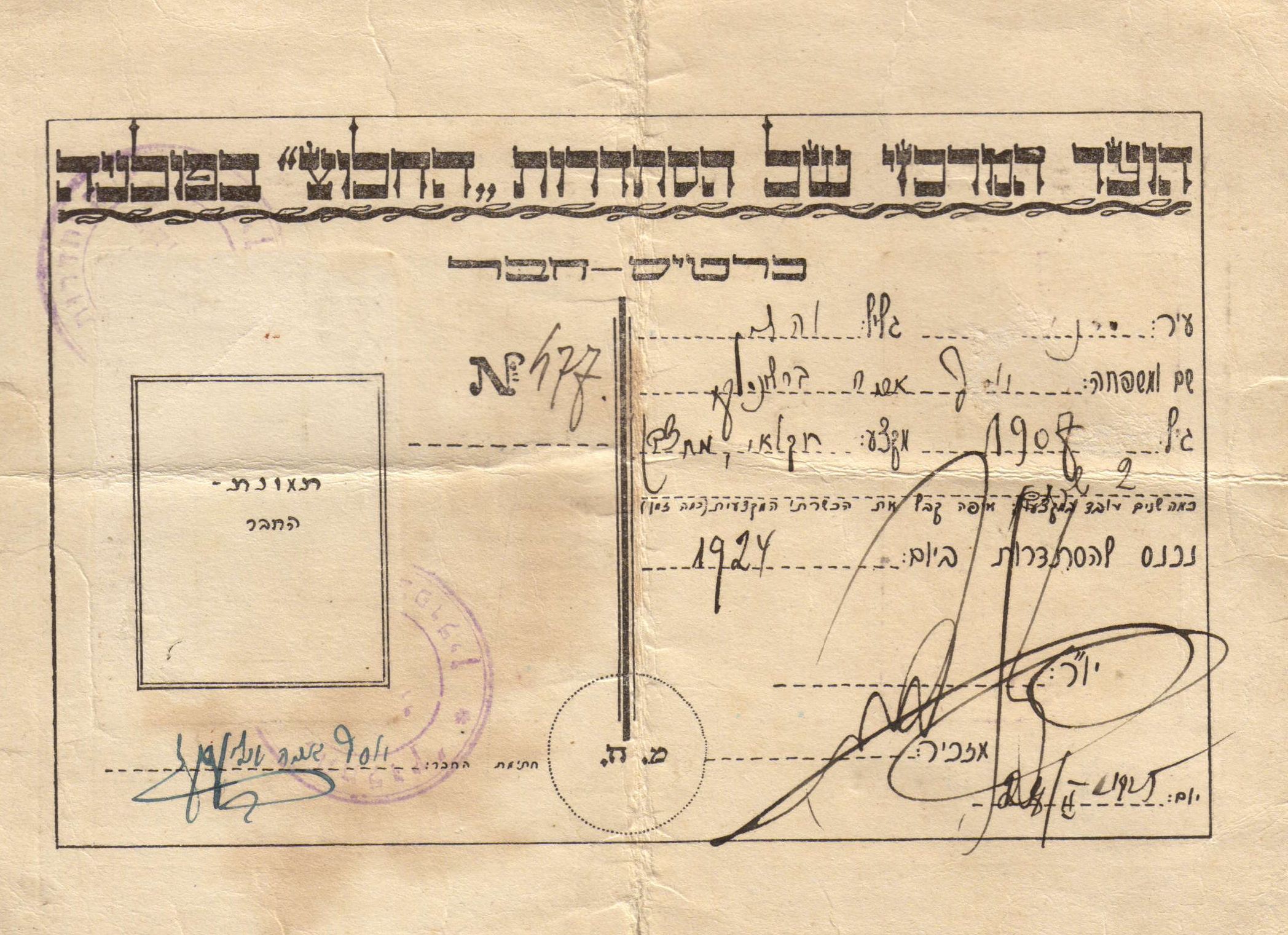
بطاقة عضوية بولندية في منظمة هاحالوتس في 1924

هاحالوتس (HeHalutz) ((بالعبرية: הֶחָלוּץ‏) ومعناها «الرائد») هي حركة شبابية يهودية دربت الشباب على الاستيطان الزراعي في أرض إسرائيل. وأصبحت منظمة جامعة لحركات الشباب الصهيونية الرائدة.

## التاريخ

### قبل الحرب العالمية الأولى (1905-1914)
تم تأسيس هاحالوتس على يد إليعيزر جوف في أمريكا عام 1905، وأنشأ فرع لها في نفس الوقت تقريبًا في روسيا.

### الحرب العالمية الأولى (1914-1918)
خلال الحرب العالمية الأولى، تم افتتاح فروع هاحالوتس في جميع أنحاء أوروبا (بما في ذلك روسيا) وأمريكا وكندا. كان من بين قادة المنظمة إسحاق بن تسفي (الرئيس الثاني لدولة إسرائيل فيما بعد)، ودافيد بن غوريون (أول رئيس وزراء لإسرائيل لاحقًا) في أمريكا، وجوزيف ترومبلدور في روسيا.
كان بن غوريون يعيش في القدس في بداية الحرب العالمية الأولى، حيث قام هو وبن تسفي بتجنيد أربعين يهوديًا في ميليشيا يهودية لمساعدة الجيش العثماني. على الرغم من ذلك، تم ترحيله إلى مصر في مارس 1915. من هناك شق طريقه إلى الولايات المتحدة، حيث مكث هناك لمدة ثلاث سنوات. وعند وصوله، ذهب هو وبن تسفي في جولة في 35 مدينة في محاولة لتجنيد جيش من الرواد (هاحالوتس) قوامه 10000 رجل للقتال إلى جانب تركيا. ونجحوا في تجنيد 63 متطوعًا. بعد وعد بلفور في تشرين الثاني (نوفمبر) 1917، تغير الوضع بشكل كبير وقام بن غوريون، بتغليب مصلحة الحركة الصهيونية، وبتغيير موقفه وانضم إلى الفيلق اليهودي المشكل حديثًا للجيش البريطاني، وتحول إلى محاربة الأتراك في فلسطين.

### فترة ما بين الحربين (1918-1939)

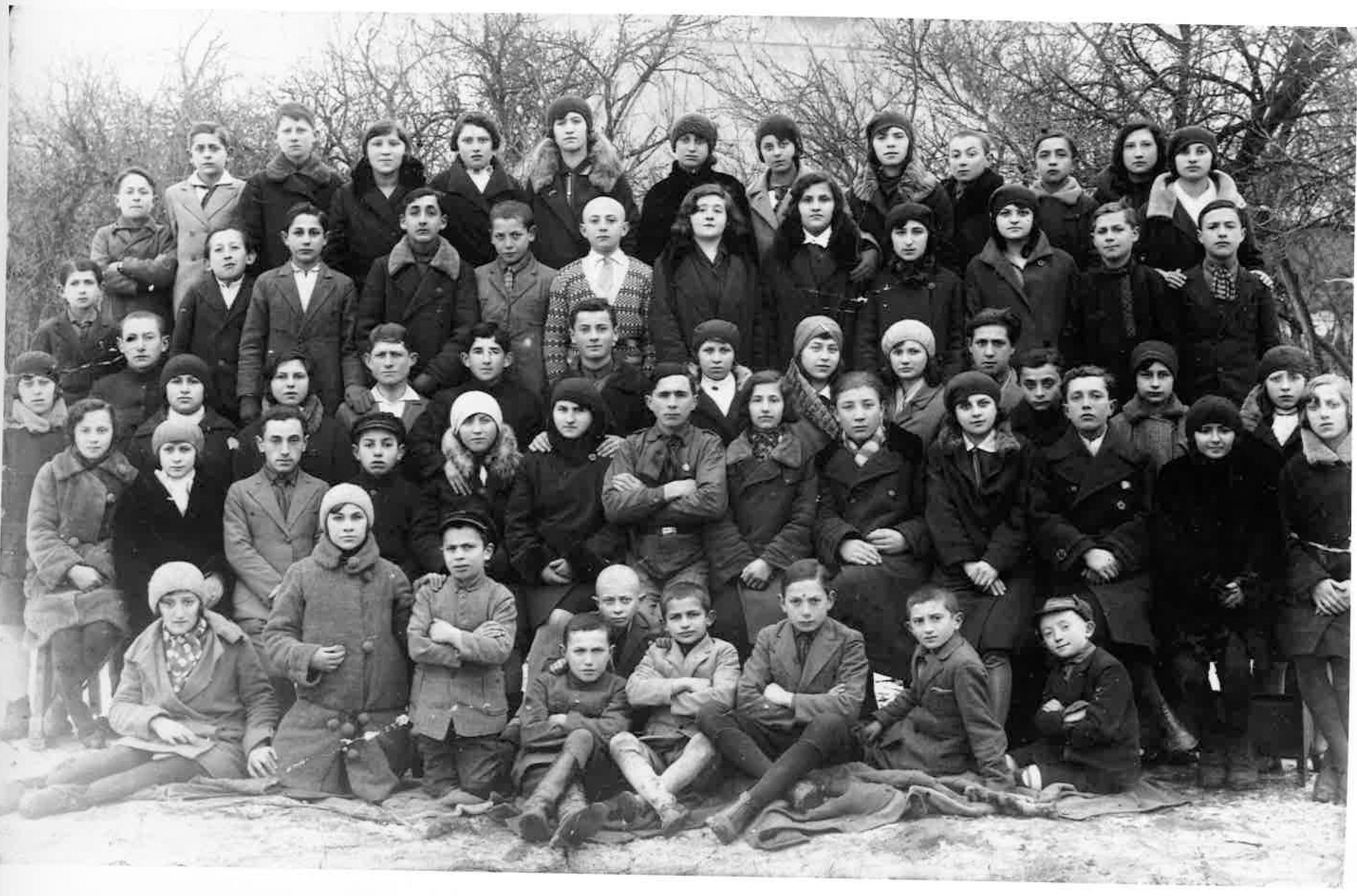
ماتشييوف، الفرع البولندي من المنظمة في عام 1930 (بإذن من مجموعة يوسف كاربوس في مركز الحياة الشعبية الأمريكية)

ونشطت الحركة في أوج ذروتها بين عامي 1930 و1935، في 25 دولة في جميع أنحاء أوروبا وشمال إفريقيا والشرق الأوسط وشمال أمريكا الجنوبية.

#### أمريكا الشمالية
في 1932-1934، كانت غولدا مائير، التي أصبحت فيما بعد رئيسة وزراء إسرائيل، سكرتيرة فرع النساء في «هاحالوتس» في الولايات المتحدة.
وفي عام 1932، أنشأت المنظمة مقرًا لها في نيويورك وعشرين فرعًا في المدن والبلدات في جميع أنحاء الولايات المتحدة وكندا. بعد ذلك تم إنشاء مزارع لتدريب الأعضاء على العمل الزراعي في فلسطين. وعملت هذه المزارع في كريم ريدج وهايتستاون في ولاية نيو جيرسي؛ بيكبسي في ولاية نيويورك؛ وسميثفيل في أونتاريو؛ وكولتون في كاليفورنيا.

#### ألمانيا
في عام 1933، بعد طرد اليهود من العمل في ألمانيا النازية، أصبحت مزارع هاحالوتس الإطار الأساسي للتدريب المهني والاستعداد للهجرة.

#### 1939
عشية الحرب العالمية الثانية في عام 1939، بلغ عدد أعضاء هيالوتس 100000 عضو في جميع أنحاء العالم، مع ما يقرب من 60.000 قد هاجروا بالفعل إلى فلسطين تحت الانتداب البريطامي، ومع 16000 عضو في مراكز التدريب «هاكشاروت» من أجل الحياة الرائدة في أرض إسرائيل.

### الحرب العالمية الثانية (1939-1945)
أثناء الحرب والاحتلال الألماني، أنشأ اليهود في بعض الأحياء اليهودية في أوروبا وحدات هاحالوتس، كما هو الحال في جيتو شياولياي في ليتوانيا.

### بعد الحرب العالمية الثانية
بحلول الخمسينيات من القرن الماضي، ابتلعتها منظمة "هاشومير هاتسائير" (الحارس الشاب) والتي حافظت دائمًا على درجة كبيرة من الاستقلالية. من الناحية الاسمية، لا تزال منظمة هاحالوتس الأمريكية موجودة ". 